# David Nolden
David Nolden (* 27. August 1995) ist ein deutscher Schauspieler.

## Leben
Erste schauspielerische Erfahrungen sammelte David Nolden 2009 in der Schüler-Theatergruppe des Trierer Humboldt-Gymnasiums. Im Jahr darauf arbeitete er mit dem Konzeptkünstler Laas Koehler an der TUFA zusammen und machte experimentelles Straßentheater. Anlässlich eines Praktikums in der Statisterie des Theaters Trier, empfahl ihm ein Ensemblemitglied, sich bei einer Agentur zu bewerben, worauf hin Nolden erfolgreich für eine Rolle in dem Fernsehfilm Blutgeld gecastet wurde und damit 2013 sein Kameradebüt gab. Neben weiteren Fernsehrollen, u. a. in der ZDF-Serie SOKO Köln, spielt Nolden seit 2009 auch immer wieder am Theater Trier und war dort beispielsweise in Die Physiker von Friedrich Dürrenmatt oder Brechts Leben des Galilei zu sehen. Von 2015 bis 2018 spielte David Nolden in der ARD-Reihe Hotel Heidelberg in einer wiederkehrenden Rolle an der Seite von Ulrike C. Tscharre, Christoph Maria Herbst, Annette Frier, Hannelore Hoger, Maren Kroymann u. a.
2016 spielt er am Theater KOSMOS in Bregenz in der Uraufführung Jeunesse Dorée eine der Hauptrollen Aljosha.
Nolden spielte einen der Haupt-Charaktere in jungen Jahren in der finnisch-deutschen Co-Produktion Tom of Finland, die Finnlands Wettbewerbsbeitrag für die Academy Awards 2018 war.
Neben einem Improvisationskurs unter Leitung von Judith Kriebel, absolvierte David Nolden 2015 ein dreimonatiges Praktikum am Arcola Theatre in London. Außerdem nahm er im Jahre 2017 Schauspielunterricht bei Kathrin Ackermann. Seit 2018 ist er Mitglied der Actor’s Guild of Great Britain.
2019 übernahm er eine durchgehende Rolle in der vierten und letzten Staffel Magda macht das schon.
David Nolden wohnt in Berlin.

## Filmografie (Auswahl)
- 2013: Blutgeld
- 2013: Ein Wimpernschlag
- 2014: Die Mütter-Mafia
- 2014: SOKO Köln – Opa ist tot!
- 2016: Hotel Heidelberg: Kramer gegen Kramer
- 2016: Hotel Heidelberg: Kommen und Gehen
- 2016: Wie ich berühmt werden wollte (Kurzfilm)
- 2016: Verrückt nach Fixi
- 2016: Hotel Heidelberg: Tag für Tag
- 2017: Gute Arbeit Originals
- 2017: Tom of Finland
- 2018: Hotel Heidelberg: Kinder, Kinder!
- 2018: Hotel Heidelberg: … Vater sein dagegen sehr
- 2018: In aller Freundschaft – Liebeserklärungen
- 2019: The Agreement[6]
- 2019: Zeit der Geheimnisse
- 2019: Magda macht das schon!
- 2020: Notruf Hafenkante
- 2021: Rosamunde Pilcher: Der Stoff, aus dem Träume sind
- 2021: In aller Freundschaft – Die jungen Ärzte – Irrwege
- 2021: Die unheimliche Leichtigkeit der Revolution
- 2023: Masters of the Air